# Ismail al-Adschami
Ismail al-Adschami (arabisch إسماعيل العجمي, DMG Ismāʿīl al-ʿAǧamī ‚Ismail der Perser‘; † 1130) war der führende Missionar (dāʿī) der Schia der Nizariten (Assassinen) in Syrien im frühen 12. Jahrhundert. Auf dieser Position ist er dem 1128 gefallenen Bahram nachgefolgt.
In Ismails kurzer Führungszeit ist die Position der Nizariten in Damaskus zusammengebrochen. Denn noch im selben Jahr wie sein Vorgänger ist der regierende Atabeg Tughtigin gestorben, unter dessen wohlwollender Protektion die Gemeinde in Damaskus hat bestehen können. Dessen Sohn Buri jedoch war als frommer Sunnit ein Feind ihrer Glaubenslehre und hat 1129 die Verfolgung der Nizariten angeordnet. In einem der größten Pogrome der mittelalterlich syrischen Geschichte sind mehrere Tausend, die Zahlen in den Überlieferungen schwanken zwischen 6.000 und 20.000, Anhänger der Schia ermordet wurden. In Vergeltung dafür hat Ismail die von den Nizariten gehaltene Grenzfestung Banyas an die Christen des Königreichs Jerusalem übergeben. 
Ismail selbst ist schon im Frühjahr 1130 gestorben, über die weitere Führung der syrischen Nizariten liegen danach nur wage Berichte vor, bis 1162 Raschid ad-Din Sinan († 1193) diese übernommen hat.
Im Jahr nach Ismails Tod haben die Nizariten noch zwei Vergeltungsakte an ihren Feinden verübt. Am 7. Oktober 1130 haben ihre „Opferbereiten“ (fidāʾīyān) in Kairo den Fatimidenkalif und Imam der Mustali-Ismailiten Al-Amir bi-ahkam Allah auf offener Straße ermordet. Am 7. Mai 1131 stachen in Damaskus zwei aus Persien gesandte Attentäter den Atabeg Buri nieder, als der gerade auf dem Weg vom Badehaus zu seinem Palast war. Beide Täter hatten bereits Monate zuvor als türkische Söldner getarnt das Heer des Atabegs infiltriert und sich in dessen Vertrauenskreis emporgedient. Buri überlebte den Anschlag zunächst, doch verstarb er am 9. Juni 1132, als die ihm schlecht verheilten Wunden bei einem Ausritt wieder aufgebrochen sind.